# Abandon (film)
Pour les articles homonymes, voir Abandon.
Pour plus de détails, voir Fiche technique et Distribution.
Abandon est un thriller américain réalisé en 2002 par Stephen Gaghan.

## Synopsis
Katie Burke est une étudiante brillante qui termine sa thèse à l'université. Deux ans auparavant, son petit amy Embry, un étudiant riche et plein d'exubérance, a disparu sans laisser de traces. Un policier porté sur l'alcool est chargé d'enquêter sur cette disparition. Mais bientôt, Embry réapparaît devant Katie. 

## Fiche technique
- Titre français : Abandon
- Titre original : Abandon
- Réalisation : Stephen Gaghan
- Scénario : Stephen Gaghan d'après le roman Adam's Fall de Sean Desmond
- Production : Richard Vane
- Musique : Clint Mansell
- Image : Matthew Libatique
- Montage : Mark Warner
- Date de sortie : 18 octobre 2002

## Distribution
- Katie Holmes (VQ : Aline Pinsonneault) : Katie Burke
- Benjamin Bratt (VQ : Pierre Auger) : Wade Handler
- Charlie Hunnam (VQ : Renaud Paradis) : Embry Larkin
- Zooey Deschanel : Samantha Harper, l'amie de Katie
- Fred Ward : Lieutenant Bill Stayton
- Mark Feuerstein (VQ : Jean-François Beaupré) : Robert Hanson
- Melanie Lynskey (VQ : Violette Chauveau) : Mousy Julie, la bibliothécaire
- Philip Bosco : Professeur Jergensen
- Gabriel Mann (VQ : Benoit Éthier) : Harrison Hobart, l'ami de Katie
- Will McCormack : August
- Gabrielle Union (VQ : Geneviève Désilets) : Amanda Luttrell, l'amie de Katie
- Greg Kramer : André
- Gillian Ferrabee : Susan
- Barry Julien : Ted
- Tony Goldwyn : Dr David Schaffer
- Scott Faulconbridge : Jed